# NGC 7318
NGC 7318 (có tên khác là UGC 12099/UGC 12100 hoặc HCG 92d/b) là một cặp thiên hà tương tác. NGC 7318 cách chúng ta khoảng 300 triệu năm ánh sáng, ở phía của chòm sao Pegasus và nằm trong nhóm thiên hà Stephan's.
Spitzer Space Telescope đã tiết lộ sự hiện diện của một làn sóng va chạm khổng lồ giữa các thiên hà, thể hiện bởi một hồ quang màu xanh lá cây được sinh ra bởi một thiên hà rơi xuống một ở hàng triệu kilômét một giờ.